# فهرست برگزیدگان ایرانی جشنواره بین‌المللی فارابی
این صفحه فهرستی از برگزیدگان داخلی جشنواره فارابی است.
| دوره    | بخش                                              | اثر | برگزیده                                                  | رتبه                       |
| ------- | ------------------------------------------------ | --- | -------------------------------------------------------- | -------------------------- |
| اول     | تاریخ، جغرافیا و باستان‌شناسی                     | تعامل فضا، فرهنگ و قدرت در سازمان‌یابی فضای شهر زاهدان | زهره هادیانی                                             | برگزیده اول بخش بزرگسال    |
| اول     | تاریخ، جغرافیا و باستان‌شناسی                     | مهاجرت ایرانیان به هند از سقوط اصفهان تا عصر ناصری | عباس هاشم‌زاده محمدیه                                     | برگزیده سوم بخش بزرگسال    |
| اول     | تاریخ، جغرافیا و باستان‌شناسی                     | فرهنگ بصری حاکم در هنر بازنمایی هخامنشیان | رضا افهمی                                                | برگزیده بخش جوان           |
| اول     | حقوق                                             | حقوق بیع بین‌المللی با مطالعه تطبیقی | مرتضی عادل و همکاران                                     | برگزیده اول بخش بزرگسال    |
| اول     | حقوق                                             | تعدیل قرارداد | سعید بیگدلی                                              | برگزیده سوم بخش بزرگسال    |
| اول     | حقوق                                             | حقوق طبیعی و حقوق الهی به مثابه مبانی مشروعیت سیاسی در مقایسه بین اسلام و مسیحیت                                                                                            | محمدجواد جاوید                                           | برگزیده بخش جوان           |
| اول     | زبان و ادبیات                                    | شرح لغات و مشکلات دیوان انوری | جعفر شهیدی                                               | برگزیده اول بخش بزرگسال    |
| اول     | زبان و ادبیات                                    | اصطلاح نامه جامع (علوم پایه، فنی، مهندسی و کشاورزی) | ملوک‌السادات حسینی بهشتی                                  | برگزیده دوم بخش بزرگسال    |
| اول     | زبان و ادبیات                                    | اجتماعیات در کلیات شمس | محبوبه مباشری                                            | برگزیده سوم بخش بزرگسال    |
| اول     | زبان و ادبیات                                    | ذره و خورشید در مثنوی مولوی | سمیرا قیومی                                              | برگزیده بخش جوان           |
| اول     | علوم اجتماعی و ارتباطات                          | فساد، سرطان اجتماعی | فرامرز رفیع‌پور                                           | برگزیده اول بخش بزرگسال    |
| اول     | علوم اجتماعی و ارتباطات                          | مصرف محلی و فرهنگ عامه جهانی: دریافت و تبیین خوانش‌های تماشاگران زاهدانی از فیلم‌های عامه‌پسند هندی                                                                            | عبدالوهاب شهلی‌بر                                         | برگزیده بخش جوان           |
| اول     | علوم سیاسی، روابط بین‌الملل و مطالعات منطقه‌ای     | بررسی تهدیدات رسانه‌ای علیه امنیت ملی جمهوری اسلامی ایران | دانشگاه عالی دفاع ملی                                    | شایسته تقدیر               |
| اول     | فلسفه، کلام، اخلاق، ادیان و عرفان                | اعلام پایان هنر در دوره جدید | نیر طهوری                                                | برگزیده دوم بخش بزرگسال    |
| دوم     | تاریخ، جغرافیا و باستان‌شناسی                     | وصف خلیج فارس در نقشه‌های تاریخی | محمدباقر وثوقی و همکاران                                 | برگزیده اول بخش بزرگسال    |
| دوم     | تاریخ، جغرافیا و باستان‌شناسی                     | زندگی سیاسی و فرهنگی شیعیان بغداد | سیدحسن موسوی                                             | برگزیده سوم بخش بزرگسال    |
| دوم     | تاریخ، جغرافیا و باستان‌شناسی                     | بررسی نظریه شهریار ایرانی بر پایه منابع اساطیر و متون نخستین قرون اسلامی | صادق حیدری‌نیا                                            | برگزیده جوان               |
| دوم     | حقوق                                             | پروژه طبقه‌بندی قوانین یکصدساله ایران | عباس کریمی و همکاران                                     | برگزیده دوم                |
| دوم     | حقوق                                             | دادرسی عادلانه محاکمات کیفری بین‌المللی | مصطفی فضائلی                                             | برگزیده سوم بخش بزرگسال    |
| دوم     | حقوق                                             | مبانی نظری و نظام حقوقی حمایت از ابداع داروهای شیمیایی و ژنتیکی با تأکید بر الحاق به سازمان تجارت جهانی                                                                     | محسن صادقی                                               | برگزیده جوان               |
| دوم     | زبان و ادبیات                                    | تکمله‌الاصناف | علی رواقی                                                | برگزیده دوم بخش بزرگسال    |
| دوم     | زبان و ادبیات                                    | فرهنگ اساطیر و داستان‌واره‌ها در ادبیات فارسی | محمدجعفر یاحقی                                           | برگزیده سوم بخش بزرگسال    |
| دوم     | زبان و ادبیات                                    | بررسی اختلالات زبانی بیماران فارسی‌زبان مبتلا به پارکینسون با تأکید بر جنبه‌های تولیدی و درکی                                                                                 | آرزو آدی بیک                                             | شایسته تقدیر در بخش جوان   |
| دوم     | علوم اجتماعی و علوم ارتباطات                     | بررسی جامعه‌شناختی فردگرایی در ایران (با تأکید بر پیمایش ساکنین شهر تهران)                                                                                                   | حسین میرزایی                                             | برگزیده سوم بخش بزرگسال    |
| دوم     | علوم اقتصادی، مدیریت و حسابداری                  | تبیین الگوی سرپرستی مؤثر (مدیران عملیاتی) برای طراحی و آزمون الگوی سرپرستی مؤثر (مطالعه موردی کارخانجات گروه صنعتی                                                          | سیدسعید مرتضوی حامد خدابنده                              | برگزیده اول بخش بزرگسال    |
| دوم     | علوم اقتصادی، مدیریت و حسابداری                  | ابزارهای مالی اسلامی | سیدعباس موسویان                                          | برگزیده دوم بخش بزرگسال    |
| دوم     | علوم اقتصادی، مدیریت و حسابداری                  | مختصات حکومت حق‌مدار در پرتو نهج‌البلاغه امام علی(ع) | علی‌اصغر پورعزت                                           | برگزیده سوم بخش بزرگسال    |
| دوم     | علوم تربیتی، روان‌شناسی، علوم رفتاری و تربیت بدنی | آیین خردپروری | سعید بهشتی                                               | برگزیده سوم بخش بزرگسال    |
| دوم     | علوم تربیتی، روان‌شناسی، علوم رفتاری و تربیت بدنی | مقایسه اثربخشی درمان یکپارچه توحیدی و شناخت درمانی اعتیاد و اختلالات همایند زندانیان                                                                                        | محمدحسین شریفی‌نیا                                        | برگزیده سوم بخش بزرگسال    |
| دوم     | علوم سیاسی، روابط بین‌الملل و مطالعات منطقه ای    | فقه سیاسی | عباسعلی عمید زنجانی                                      | برگزیده اول بخش بزرگسال    |
| دوم     | علوم سیاسی، روابط بین‌الملل و مطالعات منطقه ای    | بازیگران کوچک در بازی بزرگ | پیروز مجتهدزاده                                          | برگزیده سوم بخش بزرگسال    |
| دوم     | فقه، اصول، علوم قرآنی و حدیث                     | قواعد فقه | سیدمصطفی محقق داماد                                      | برگزیده اول بخش بزرگسال    |
| دوم     | فقه، اصول، علوم قرآنی و حدیث                     | اسالیب البدیع فی القرآن، اسالیب البیان فی القرآن و اسالیب المعانی فی القرآن                                                                                                 | سیدجعفر سیدباقر حسینی                                    | برگزیده سوم بخش بزرگسال    |
| دوم     | فقه، اصول، علوم قرآنی و حدیث                     | چندمعنایی در قرآن کریم، درآمدی برتوسعه در دلالتهای قرآنی | سیدمحمود طیب حسینی                                       | برگزیده سوم بخش بزرگسال    |
| دوم     | فلسفه، کلام، اخلاق، ادیان و عرفان                | تقویم‌الایمان | علی اوجبی                                                | برگزیده سوم بخش بزرگسال    |
| دوم     | فلسفه، کلام، اخلاق، ادیان و عرفان                | تأثیر مفهوم انسان کامل عزیزالدین نسفی در تأسیس اندیشه سیاسی بر مبنای عرفان ایرانی                                                                                           | مهدی فدایی مهربانی                                       | برگزیده جوان               |
| دوم     | فناوری اطلاعات، اطلاع‌رسانی و کتابداری            | تحلیل واژگان محیط رابط در نرم‌افزارهای جامع کتابخانه‌ای فارسی و قابلیت فهم کاربران از آنها به منظور ارائه یک الگوی مفهومی مناسب                                               | محسن نوکاریزی                                            | برگزیده سوم بخش بزرگسال    |
| دوم     | فناوری اطلاعات، اطلاع‌رسانی و کتابداری            | بررسی وضعیت همکاری در تولید آثار علمی و عوامل مؤثر بر آن در میان اعضای هیئت علمی دانشگاه فردوسی مشهد                                                                        | ماریه رحیمی                                              | برگزیده جوان               |
| دوم     | فناوری اطلاعات، اطلاع‌رسانی و کتابداری            | بررسی میزان رعایت معیارهای ساختاری منابع مرجع چاپی فارسی در میان ناشران ایرانی                                                                                              | محبوبه فراشباشی آستانه                                   | برگزیده جوان               |
| دوم     | مطالعات انقلاب اسلامی و امام خمینی               | بازتاب جهانی انقلاب اسلامی | منوچهر محمدی                                             | برگزیده دوم بخش بزرگسال    |
| دوم     | مطالعات انقلاب اسلامی و امام خمینی               | روش‌شناسی مطالعات انقلاب با تأکید بر انقلاب اسلامی ایران | محمدرضا طالبان                                           | برگزیده سوم بخش بزرگسال    |
| دوم     | مطالعات انقلاب اسلامی و امام خمینی               | جریان‌ها و سازمان‌های سیاسی ـ مذهبی ایران | رسول جعفریان                                             | برگزیده سوم بخش بزرگسال    |
| دوم     | مطالعات انقلاب اسلامی و امام خمینی               | مروری تحلیلی بر مطالعات انقلاب اسلامی | علی‌محمد حاضری                                            | برگزیده سوم بخش بزرگسال    |
| دوم     | مطالعات هنر و زیبایی‌شناسی                        | پرنیان هفت رنگ | نسرین طباطبایی اردکانی                                   | برگزیده اول بخش بزرگسال    |
| دوم     | مطالعات هنر و زیبایی‌شناسی                        | نگرش جامعه‌شناختی به موسیقی از جاهلیت تا آغاز عباسیان | اکبر ایرانی                                              | برگزیده دوم بخش بزرگسال    |
| دوم     | مطالعات هنر و زیبایی‌شناسی                        | ویژگی‌های تصویری ائمه معصومین و اولیا در آثار نقاشی | مرتضی افشاری و همکاران                                   | برگزیده سوم بخش بزرگسال    |
| دوم     | مطالعات هنر و زیبایی‌شناسی                        | به سوی معماری شاعرانه | آزاده خاکی قصر                                           | برگزیده جوان               |
| سوم     | تاریخ، جغرافیا و باستان‌شناسی                     | اطلس شیعه | رسول جعفریان (با تقدیر از سازمان جغرافیایی نیروهای مسلح) | برگزیده دوم بخش بزرگسال    |
| سوم     | تاریخ، جغرافیا و باستان‌شناسی                     | مطالعه و تحلیل عوامل مؤثر در توسعه کارآفرینی کشاورزی مناطق روستایی: مطالعه موردی روستاهای شهرستان خدابنده                                                                   | حمدالله سجاسی قیداری                                     | شایسته تقدیر بخش جوان      |
| سوم     | حقوق                                             | حقوق بشر و حقوق بشردوستانه | ناصر قربان‌نیا                                            | برگزیده سوم بخش بزرگسال    |
| سوم     | حقوق                                             | مباحثی از حقوق زن از منظر حقوق داخلی، مبانی فقهی و موازین بین‌المللی | حسین مهرپور محمدآبادی                                    | برگزیده سوم بخش بزرگسال    |
| سوم     | زبان و ادبیات                                    | ترجمه و تحلیل دیوان متنبی | علیرضا منوچهریان                                         | برگزیده سوم بخش بزرگسال    |
| سوم     | زبان و ادبیات                                    | گاهشماری کاربردی و برابرسنجی گاه‌شمار دست‌نبشته‌ها، اسناد و سنگ‌نبشته‌ها | علی صفی‌پور                                               | برگزیده سوم بخش جوان       |
| سوم     | علوم اجتماعی و علوم ارتباطات                     | بررسی جامعه‌شناختی عوامل مؤثر بر شادمانی در سطوح خرد و کلان | سیدمحسن موسوی بفروئی                                     | برگزیده دوم بخش جوان       |
| سوم     | علوم اجتماعی و علوم ارتباطات                     | رسانه شیعه؛ جامعه‌شناسی آئین‌های سوگواری و هیئت‌های مذهبی در ایران (با تأکید بر دوران پس از پیروزی انقلاب اسلامی)                                                              | محسن حسام مظاهری                                         | برگزیده سوم بخش جوان       |
| سوم     | علوم اقتصادی، مدیریت و حسابداری                  | اقتصاد کلان با رویکرد اسلامی | سیدحسین میرمعزی                                          | برگزیده سوم بخش بزرگسال    |
| سوم     | علوم اقتصادی، مدیریت و حسابداری                  | ابزارهای مشتقه: بررسی فقهی ـ اقتصادی | غلامعلی معصومی‌نیا                                        | برگزیده سوم بخش بزرگسال    |
| سوم     | علوم تربیتی، روان‌شناسی، علوم رفتاری و تربیت بدنی | تأثیر ارزیابی مجدد و فرونشانی تجارب هیجانی بر فعالیت ناحیه‌ای مغز با نگاه به ابعاد برون‌گردی و نورزگرایی                                                                      | جعفر حسنی                                                | برگزیده سوم بخش جوان       |
| سوم     | علوم تربیتی، روان‌شناسی، علوم رفتاری و تربیت بدنی | تبیین واسطه‌گری باورهای انگیزشی در مدل خلاقیت کودکان با رویکرد به متغیرهای خانوادگی، مدرسه‌ای و باورهای اسنادی در دانش آموزان مقطع ابتدای                                     | محبوبه البرزی                                            | شایسته تقدیر بخش بزرگسال   |
| سوم     | علوم سیاسی، روابط بین‌الملل و مطالعات منطقه ای    | نظارت بر قدرت در فقه سیاسی | سیدسجاد ایزدهی                                           | شایسته تقدیر بخش بزرگسال   |
| سوم     | فقه، اصول، علوم قرآنی و حدیث                     | رابطه متقابل کتاب و سنت | علی نصیری                                                | برگزیده سوم بخش بزرگسال    |
| سوم     | فلسفه، کلام، اخلاق، ادیان و عرفان                | فیض و فاعلیت وجودی از فلوطین تا صدرالمتألهین | سعید رحیمیان                                             | شایسته تقدیر بخش بزرگسال   |
| سوم     | فلسفه، کلام، اخلاق، ادیان و عرفان                | مبانی نظریه تجربه دینی (مطالعه تطبیقی و انتقادی آرای ابن عربی و رودولف اتو)                                                                                                 | علی شیروانی هرندی                                        | شایسته تقدیر بخش بزرگسال   |
| سوم     | فلسفه، کلام، اخلاق، ادیان و عرفان                | سخن گفتن از خدا | امیرعباس علیزمانی                                        | شایسته تقدیر بخش بزرگسال   |
| سوم     | فناوری اطلاعات، اطلاع‌رسانی و کتابداری            | بررسی تطبیقی کیفیت نمایه‌سازی و رتبه‌بندی اشیای محتوایی حاوی عناصر فراداده‌ای هسته دوبلین و مارک ۲۱ توسط موتورهای کاوش عمومی                                                   | سیدمهدی طاهری                                            | برگزیده اول بخش جوان       |
| سوم     | مطالعات هنرو زیبایی‌شناسی                         | آداب جستجوی تاریخ معماری ایران در متون فارسی با تکیه بر متون نثر سده‌های نخست                                                                                                | مهرداد قیومی بیدهندی                                     | برگزیده اول بخش بزرگسال    |
| چهارم   | تاریخ، جغرافیا و باستان‌شناسی                     | منشأ شکل‌گیری حکومت‌های نخستین در دشت‌های مرتفع ناحیه فارس، جنوب ایران | عباس علیزاده و همکاران                                   | برگزیده اول بخش بزرگسال    |
| چهارم   | تاریخ، جغرافیا و باستان‌شناسی                     | الگوی مدیریت حمل و نقل برون‌شهری در مقابله با بحران طوفان ماسه | حسین کلانتری خلیل‌آباد                                    | برگزیده دوم بخش بزرگسال    |
| چهارم   | تاریخ، جغرافیا و باستان‌شناسی                     | بررسی و تحلیل آثار استقرارهای اشکانی در زاگرس مرکزی | یعقوب محمدی‌فر                                            | برگزیده سوم بخش بزرگسال    |
| چهارم   | تاریخ، جغرافیا و باستان‌شناسی                     | درآمدی بر نظریه‌های برنامه‌ریزی با تأکید بر برنامه‌ریزی شهری | زهره عبدی دانش‌پور                                        | برگزیده سوم بخش بزرگسال    |
| چهارم   | تاریخ، جغرافیا و باستان‌شناسی                     | بررسی سفالینه منقوش گونه کوپاچه | فیروز مهجور                                              | برگزیده سوم بخش بزرگسال    |
| چهارم   | حقوق                                             | مبانی مالکیت فکری | محمود حکمت‌نیا                                            | برگزیده دوم بخش بزرگسال    |
| چهارم   | حقوق                                             | شروط تحمیلی در قراردادها و تئوری سوءاستفاده از حق | عباس کریمی                                               | برگزیده سوم بخش بزرگسال    |
| چهارم   | حقوق                                             | اصل عدم مداخله در اسلام و حقوق بین‌الملل | سیدمصطفی میرمحمدی عزیزی                                  | برگزیده سوم بخش بزرگسال    |
| چهارم   | حقوق                                             | فلسفه مسئولیت مدنی | حسن بادینی                                               | برگزیده سوم بخش بزرگسال    |
| چهارم   | حقوق                                             | اداره جریان دادرسی مدنی (بر پایه همکاری‌های طرفین دعوا و دادرس) | حسن محسنی                                                | برگزیده سوم بخش جوان       |
| چهارم   | حقوق                                             | تصحیح تاریخ بیهقی | محمدجعفر یاحقی و مهدی سیدی                               | برگزیده دوم بخش بزرگسال    |
| چهارم   | حقوق                                             | شرح غزلیات سعدی | فرح نیازکار                                              | برگزیده دوم بخش بزرگسال    |
| چهارم   | حقوق                                             | تاریخ ادبی ایران و قلمرو زبان فارسی | سیدمهدی زرقانی                                           | برگزیده سوم بخش بزرگسال    |
| چهارم   | حقوق                                             | تصحیح انتقادی تحفه‌العراقین خاقانی شروانی | علی صفری آق‌قلعه                                          | برگزیده اول بخش جوان       |
| چهارم   | حقوق                                             | آسیب‌شناسی متون حقوقی از دیدگاه زبان‌شناسی و ارائه الگویی بر مبنای تحلیل ساخت موضوعی: رویکرد زبانشناسی حقوقی                                                                  | فائزه فرازنده‌پور                                         | برگزیده دوم بخش جوان       |
| چهارم   | علوم اجتماعی و علوم ارتباطات                     | واره: درآمدی بر مردم‌شناسی و جامعه‌شناسی تعاون | مرتضی فرهادی                                             | برگزیده اول بخش بزرگسال    |
| چهارم   | علوم اجتماعی و علوم ارتباطات                     | تبیین جامعه‌شناختی مشارکت انتخاباتی: بررسی تطبیقی میزان رأی‌دهی بین شهرستان‌های ایران                                                                                          | رحمت‌الله معمار                                           | برگزیده دوم بخش بزرگسال    |
| چهارم   | علوم اجتماعی و علوم ارتباطات                     | سرمایه اجتماعی و امر درمان اعتیاد (مطالعه جامعه‌شناختی سازمان غیردولتی کنگره ۶۰، شعبه آکادمی)                                                                                | سعیده الفت                                               | برگزیده سوم بخش جوان       |
| چهارم   | علوم اقتصادی، مدیریت و حسابداری                  | نظام اقتصاد علوی: مبانی، اهداف و اصول راهبردی | احمدعلی یوسفی                                            | برگزیده سوم بخش بزرگسال    |
| چهارم   | علوم تربیتی، روان‌شناسی، علوم رفتاری و تربیت بدنی | طراحی الگوی مناسب آموزش صنعتی حین خدمت براساس رویکردهای سازنده‌گرایی و سیستمی و سنجش اثربخشی آنها در دو گروه مدیران و کارگران                                                | مرتضی کرمی                                               | برگزیده سوم بخش جوان       |
| چهارم   | علوم سیاسی، روابط بین‌الملل و مطالعات منطقه‌ای     | بنیادهای هویت ملی ایرانی: چهارچوب نظری هویت ملی شهروندمحور | حمید احمدی                                               | برگزیده سوم بخش بزرگسال    |
| چهارم   | علوم سیاسی، روابط بین‌الملل و مطالعات منطقه‌ای     | علوم اجتماعی و انقلاب: مطالعه موردی تحلیل علوم اجتماعی فرانسه و آمریکا از انقلاب اسلامی ایران                                                                               | محمدباقر خرمشاد                                          | برگزیده سوم بخش بزرگسال    |
| چهارم   | فقه، اصول، علوم قرآنی و حدیث                     | نقش تقیه در استنباط | نعمت‌الله صفری فروشانی                                    | برگزیده دوم بخش بزرگسال    |
| چهارم   | فقه، اصول، علوم قرآنی و حدیث                     | مدارای بین مذاهب | سیدصادق سیدحسینی                                         | برگزیده سوم بخش بزرگسال    |
| چهارم   | فقه، اصول، علوم قرآنی و حدیث                     | زبان قرآن و مسائل آن | محمدباقر سعیدی روشن                                      | برگزیده سوم بخش بزرگسال    |
| چهارم   | فقه، اصول، علوم قرآنی و حدیث                     | جایگاه مبانی کلامی در اجتهاد | سعید ضیائی‌فر                                             | برگزیده سوم بخش بزرگسال    |
| چهارم   | فقه، اصول، علوم قرآنی و حدیث                     | بررسی مجاز در روایات (براساس المجازات النبویه) | نرجس توکلی محمدی                                         | شایسته تقدیر بخش جوان      |
| چهارم   | فلسفه، کلام، اخلاق، ادیان و عرفان                | شبیه‌سازی انسان از دیدگاه آیین کاتولیک و اسلام | سیدحسن اسلامی اردکانی                                    | برگزیده سوم بخش بزرگسال    |
| چهارم   | فناوری اطلاعات، اطلاع‌رسانی و کتابداری            | بررسی تناسب محتوایی داستان‌های تألیفی ایرانی برای کودکان و نوجوانان گروه سنی (ج) با مهارت‌ها و مؤلفه‌های تفکر انتقادی                                                          | لیلا مکتبی‌فرد                                            | برگزیده دوم بخش بزرگسال    |
| چهارم   | فناوری اطلاعات، اطلاع‌رسانی و کتابداری            | شناسایی واژه‌های غیرمفهومی (رایج) در نمایه‌سازی خودکار مدارک فارسی | مجیده سنجی                                               | برگزیده اول بخش جوان       |
| چهارم   | فناوری اطلاعات، اطلاع‌رسانی و کتابداری            | بررسی میزان اثربخشی عناصر ابرداده‌ای و رتبه‌بندی صفحات وب توسط موتورهای کاوش عمومی                                                                                            | عاطفه شریف                                               | برگزیده دوم بخش جوان       |
| چهارم   | فناوری اطلاعات، اطلاع‌رسانی و کتابداری            | بررسی نتایج جستجو در ابرموتورهای کاوش و موتورهای تحت پوشش آنها از جنبه همپوشانی و رتبه‌بندی                                                                                  | علیرضا اسفندیاری مقدم                                    | برگزیده دوم بخش جوان       |
| چهارم   | فناوری اطلاعات، اطلاع‌رسانی و کتابداری            | سنجش معیارهای ارزیابی کتاب‌های الکترونیکی دانشگاهی از دیدگاه دانشجویان تحصیلات تکمیلی دانشگاه الزهراء(س) و کتابداران شاغل در دانشگاه‌های                                      | سپیده فهیمی‌فر                                            | برگزیده سوم بخش جوان       |
| چهارم   | مطالعات انقلاب اسلامی و امام خمینی               | بررسی ثبات یا تحولات نظریه ولایت مطلقه فقیه امام خمینی | بهرام اخوان کاظمی                                        | شایسته تقدیر بخش بزرگسال   |
| چهارم   | مطالعات هنر و زیبایی‌شناسی                        | در جستجوی زبان مادری معمار | حسین پورمهدی قائم مقامی                                  | شایسته تقدیر بخش بزرگسال   |
| چهارم   | مطالعات هنر و زیبایی‌شناسی                        | بازآفرینی و طراحی تصوری شهر ربع رشیدی براساس متون تاریخی (وقف‌نامه) | آزیتا بلالی اسکویی                                       | شایسته تقدیر بخش جوان      |
| پنجم    | تاریخ، جغرافیا و باستان‌شناسی                     | جریان‌شناسی تاریخی قرائت‌ها و رویکردهای عاشورا از صفویه تا مشروطه (باتاکید بر مقاتل)                                                                                          | محسن رنجبر                                               | برگزیده سوم بخش بزرگسال    |
| پنجم    | تاریخ، جغرافیا و باستان‌شناسی                     | بررسی و تحلیل الگوهای استقراری دوره مفرغ قدیم در دشت‌های پیرامون کوهستان الوند - همدان                                                                                       | عباس مترجم                                               | برگزیده سوم بخش بزرگسال    |
| پنجم    | تاریخ، جغرافیا و باستان‌شناسی                     | ارتباط تجاری بنادر باستانی شمالی و جنوبی خلیج فارس در دوره اسلامی تا قرن ۵ هجری                                                                                             | محمد اسماعیل اسمعیلی جلودار                              | برگزیده سوم بخش بزرگسال    |
| پنجم    | حقوق                                             | شکل‌گیری در حقوق مدنی | محسن قاسمی                                               | برگزیده سوم بخش بزرگسال    |
| پنجم    | حقوق                                             | تنبیه بدنی کودکان در نظام بین‌الملل حقوق بشر و فقه امامیه | سید جواد حسینی خواه                                      | شایسته تقدیر بخش جوان      |
| پنجم    | حقوق                                             | جایگاه قوانین آزمایشی در حقوق ایران و فرانسه (مطالعه تطبیقی) | وحید آگاه                                                | شایسته تقدیر بخش جوان      |
| پنجم    | زبان و ادبیات                                    | کاغذ در زندگی و فرهنگ ایرانی | ایرج افشار                                               | برگزیده اول بخش بزرگسال    |
| پنجم    | زبان و ادبیات                                    | ساخت جمله و فرافکن‌های نقش نمای آن در زبان فارسی | مزدک انوشه                                               | برگزیده سوم بخش بزرگسال    |
| پنجم    | زبان و ادبیات                                    | بررسی سبک صالح حسینی در مقام مترجمی ادبی در ترجمه‌های فارسی «به سوی فانوس دریایی» و «خشم و هیاهو»                                                                            | ابوالفضل حری                                             | برگزیده سوم بخش بزرگسال    |
| پنجم    | زبان و ادبیات                                    | بازتاب اوضاع عراق از آغاز اشغال تاکنون در شعر معاصر عراق (۲۰۰۹-۲۰۰۳) | نعمت عزیزی                                               | برگزیده اول بخش جوان       |
| پنجم    | زبان و ادبیات                                    | مبانی تحلیلی کارگفتی در قرآن کریم | محمد حسن صانعی پور                                       | برگزیده اول بخش جوان       |
| پنجم    | علو اجتماعی و علوم ارتباطات                      | گامی به سوی علم دینی | حسین بستان (نجفی)                                        | برگزیده سوم بخش بزرگسال    |
| پنجم    | علو اجتماعی و علوم ارتباطات                      | مهاجرت‌های داخلی در ایران | محمود مشفق                                               | برگزیده سوم بخش بزرگسال    |
| پنجم    | علو اجتماعی و علوم ارتباطات                      | رابطه سیاست‌های قومی دولت مرکزی و تضاد قومی | محمد یزدانی نسب                                          | برگزیده سوم بخش جوان       |
| پنجم    | علو اجتماعی و علوم ارتباطات                      | بررسی شیوه مناظره علمی در سیره امامان معصوم(ع) با تأکید بر مناظرات امام علی بن موسی الرضا(ع)                                                                                | نفیسه مؤمن دوست                                          | برگزیده سوم بخش جوان       |
| پنجم    | علوم اقتصادی، مدیریت و حسابداری                  | برآورد ارزش کل اقتصادی اکوسیستم آبسنگ مرجانی خلیج فارس | شیما مدنی                                                | برگزیده اول بخش جوان       |
| پنجم    | علوم اقتصادی، مدیریت و حسابداری                  | مدلی برای بودجه ریزی عملیاتی در ایران | طیبه امیرخانی                                            | برگزیده اول بخش جوان       |
| پنجم    | علوم اقتصادی، مدیریت و حسابداری                  | طراحی الگوی بازاریابی کارآفرینانه بین‌المللی در بنگاه‌های صنعتی ایران،رویکرد ترکیبی                                                                                           | مهران رضوانی                                             | برگزیده اول بخش جوان       |
| پنجم    | علوم تربیتی، روان‌شناسی، علوم رفتاری و تربیت بدنی | تبیین معرفت شناختی رویکرد فرهنگی - اجتماعی به آموزش علوم تجربی و دلالت‌های آن برای برنامه درسی علوم حساس به فرهنگ                                                            | زهرا نیک نام                                             | برگزیده سوم بخش بزرگسال    |
| پنجم    | علوم سیاسی، روابط بین‌الملل و مطالعات منطقه ای    | مصلحت و سیاست: رویکردی اسلامی | اصغر افتخاری                                             | شایسته تقدیر بخش بزرگسال   |
| پنجم    | علوم سیاسی، روابط بین‌الملل و مطالعات منطقه ای    | اسطوره سیاسی رستم | حامد عمویی                                               | برگزیده سوم بخش جوان       |
| پنجم    | فقه، اصول، علوم قرآنی و حدیث                     | مبانی، اصول و روش تفسیری ملاصدرا | مجید فلاح پور                                            | شایسته تقدیر بخش بزرگسال   |
| پنجم    | فقه، اصول، علوم قرآنی و حدیث                     | نقش عوامل غیرمعرفتی در معرفت از دیدگاه قرآن کریم | مصطفی فیض                                                | برگزیده سوم بخش جوان       |
| پنجم    | فلسفه، کلام، اخلاق، ادیان و عرفان                | جاودانگی | رضا اکبری                                                | برگزیده دوم بخش بزرگسال    |
| پنجم    | فلسفه، کلام، اخلاق، ادیان و عرفان                | دین باوران و گزاره‌های کلی دین‌شناسی آکادمیک | محمد مطهری فریمانی                                       | برگزیده سوم بخش بزرگسال    |
| پنجم    | فلسفه، کلام، اخلاق، ادیان و عرفان                | تنزیه و تشبیه در مکتب دانته و مکتب ابن عربی | محمدجواد شمس                                             | برگزیده سوم بخش بزرگسال    |
| پنجم    | فلسفه، کلام، اخلاق، ادیان و عرفان                | برون‌گرایی در محتوا و معرفت پیشینی به حالت ذهنی | محمود مروارید                                            | برگزیده سوم بخش جوان       |
| پنجم    | فناوری اطلاعات، اطلاع‌رسانی و کتابداری            | بررسی وضعیت تنظیم و توصیف اسناد در گنجینه اسناد ملی ایران | ساناز باغستانی                                           | برگزیده اول بخش جوان       |
| پنجم    | فناوری اطلاعات، اطلاع‌رسانی و کتابداری            | بررسی میزان انطباق ساختار مارک ایران بر الگوی ملزومات کارکردی پیشینه‌های کتابشناختی و نگاه کاربران فهرست‌های رایانه‌ای به موجودیت‌های مطرح در این الگو                          | شعله ارسطوپور                                            | برگزیده اول بخش جوان       |
| پنجم    | فناوری اطلاعات، اطلاع‌رسانی و کتابداری            | استفاده از مدلسازی زبانی پیشرفته برای بازیابی و دسته‌بندی جملات در سیستم‌های پرسش و پاسخ                                                                                      | سعیده ممتازی                                             | برگزیده سوم بخش جوان       |
| پنجم    | فناوری اطلاعات، اطلاع‌رسانی و کتابداری            | مبانی علم در آموزه‌های اسلامی و ظرفیت‌های تولید و نشر علم در ایران | محمد حسن‌زاده                                             | برگزیده سوم بخش جوان       |
| پنجم    | فناوری اطلاعات، اطلاع‌رسانی و کتابداری            | پژوهشی پیرامون نوع‌شناسی سوال‌های پژوهشی کتاب‌های درسی دوره راهنمایی و شناسایی منابع اطلاعاتی پاسخگو                                                                           | وجیهه حسینی                                              | برگزیده سوم بخش جوان       |
| پنجم    | مطالعات انقلاب اسلامی و امام خمینی               | تبیین علل وقوع انقلاب اسلامی ایران در نظریه علامه شهید مطهری | مهدی جمشیدی                                              | شایسته تقدیر بخش جوان      |
| پنجم    | مطالعات هنر و زیبایی‌شناسی                        | گرافیزم رویه آرایی ظروف سفالین ایرانی (سفال گلابه ای دوره سامانی)؛ رویه آرایی یک سرویس چایخوری                                                                              | فرناز معصوم‌زاده جوزدانی                                  | برگزیده اول بخش بزرگسال    |
| پنجم    | مطالعات هنر و زیبایی‌شناسی                        | مقدمه ای بر دانش ریاضیات معماری در دوره اسلامی | جعفر طاهری                                               | برگزیده سوم بخش بزرگسال    |
| پنجم    | مطالعات هنر و زیبایی‌شناسی                        | «ثابت و متغیر»در معماری | عاطفه کرباسی                                             | برگزیده سوم بخش جوان       |
| ششم     | تاریخ، جغرافیا و باستان‌شناسی                     | مشروطه عثمانی | حسن حضرتی                                                | برگزیده دوم بخش بزرگسال    |
| ششم     | تاریخ، جغرافیا و باستان‌شناسی                     | مراکز و راه‌های تجاری اقتصادی دوره پارت و ساسانی در خلیج فارس: براساس داده‌های باستان‌شناختی به دست آمده از کاوش‌ها و بررسی‌های انجام گرفته در تنگه هرمز و سواحل جنوبی خلیج فارس | علیرضا خسروزاده                                          | برگزیده سوم بخش بزرگسال    |
| ششم     | تاریخ، جغرافیا و باستان‌شناسی                     | نهاد ولایت عهدی در خلافت اموی و عصر عباسی (۲۳۲-۵۶ هجری) | عباس احمدوند                                             | برگزیده سوم بخش بزرگسال    |
| ششم     | تاریخ، جغرافیا و باستان‌شناسی                     | تجزیه و تحلیل گنجینه غار کلماکره لرستان با تأکید بر نگاره‌ها، شکل و فناوری ساخت اشیاء                                                                                        | لیلا خسروی                                               | برگزیده دوم بخش جوان       |
| ششم     | حقوق                                             | تمایز بنیادین حقوق مدنی و کیفری | عبدالله خدابخشی شلمزاری                                  | برگزیده دوم بخش جوان       |
| ششم     | حقوق                                             | حقوق فناوری اطلاعات، با مطالعه تطبیقی حقوق ایران، انگلیس، آمریکا، اتحادیه اروپا و مقررات آنسیترال                                                                           | طاهر حبیب‌زاده                                            | برگزیده سوم بخش جوان       |
| ششم     | زبان و ادبیات                                    | انسجام در غزل فارسی (تحلیل مقایسه‌ای چند غزل حافظ و سعدی) | طاهره ایشانی                                             | برگزیده سوم بخش بزرگسال    |
| ششم     | علوم اجتماعی و علوم ارتباطات                     | عوامل مؤثر بر درونی شدن هنجارهای دانشگاهی و حرفه ای در اجتماع علمی ایران: مطالعه موردی دانشجویان دکتری دانشگاه تهران                                                        | سیدهادی مرجائی                                           | شایسته تقدیر بخش بزرگسال   |
| ششم     | علوم اجتماعی و علوم ارتباطات                     | مطالعه جامعه شناختی تعارف در زندگی روزمره مردم شهر تهران | عبدالرسول جوهری                                          | شایسته تقدیر بخش جوان      |
| ششم     | علوم اقتصادی، مدیریت و حسابداری                  | اقتصاد منابع طبیعی از منظر اسلام | سعید فراهانی فرد                                         | شایسته تقدیر بخش بزرگسال   |
| ششم     | علوم اقتصادی، مدیریت و حسابداری                  | عهدنامه امیر(ع) (جان مایه خرد معنوی در حکمرانی و سنت انبیاء) | علی اصغر پورعزت                                          | شایسته تقدیر بخش بزرگسال   |
| ششم     | علوم اقتصادی، مدیریت و حسابداری                  | طراحی مدل ریاضی استوار زنجیره تأمین | مسعود ربیعه                                              | برگزیده دوم بخش جوان       |
| ششم     | علوم اقتصادی، مدیریت و حسابداری                  | رالز- حکیمی (بررسی تطبیقی اندیشه اقتصادی جان رالز و محمدرضا حکیمی) | محمدرضا آرمان‌مهر                                         | برگزیده سوم بخش جوان       |
| ششم     | علوم تربیتی، روان‌شناسی، علوم رفتاری و تربیت بدنی | تبیین اهداف و مولفه‌های آموزش مهارتهای ادراکی و تولیدی زبان در برنامه درسی زبان ملی                                                                                          | مریم دانای طوس                                           | برگزیده دوم بخش بزرگسال    |
| ششم     | علوم تربیتی، روان‌شناسی، علوم رفتاری و تربیت بدنی | آموزش علوم انسانی در دانشگاه‌های ایران | محمود مهرمحمدی (و همکاران)                               | برگزیده سوم بخش بزرگسال    |
| ششم     | علوم تربیتی، روان‌شناسی، علوم رفتاری و تربیت بدنی | تحلیل موانع پیاده‌سازی سیاست‌های کلی اصل ۴۴ در ورزش حرفه ای جمهوری اسلامی ایران                                                                                               | ابراهیم علی دوست قهفرخی                                  | شایسته تقدیر بخش جوان      |
| ششم     | علوم تربیتی، روان‌شناسی، علوم رفتاری و تربیت بدنی | بررسی درون مایه‌های آشکار، پنهان و تهی داستانهای کودک | منصوره صداقت                                             | شایسته تقدیر بخش جوان      |
| ششم     | علوم سیاسی، روابط بین‌الملل و مطالعات منطقه ای    | صورتبندی گفتمان اسلامی در روابط بین‌الملل | هادی آجیلی                                               | برگزیده سوم بخش جوان       |
| ششم     | فقه، اصول، علوم قرآنی و حدیث                     | علامه مجلسی و فهم حدیث (مبانی و روش‌های فقه الحدیثی علامه مجلسی در بحارالانوار)                                                                                              | عبدالهادی فقهی‌زاده                                       | برگزیده سوم بخش بزرگسال    |
| ششم     | فقه، اصول، علوم قرآنی و حدیث                     | روش‌شناسی (متدولوژی) علوم قرآنی | ابراهیم فتح‌الهی                                          | برگزیده سوم بخش بزرگسال    |
| ششم     | فقه، اصول، علوم قرآنی و حدیث                     | مفهوم و حجیت مذاق شریعت در فرایند استنباط احکام فقهی | ابوالفضل علیشاهی قلعه جوقی                               | برگزیده اول بخش جوان       |
| ششم     | فقه، اصول، علوم قرآنی و حدیث                     | اخلاق در جنگ، تحلیل محتوای مکاتبات امیرالمؤمنین علی (ع) و معاویه | محمد جانی پور                                            | برگزیده سوم بخش جوان       |
| ششم     | فلسفه، کلام، اخلاق، ادیان و عرفان                | هستی و چیستی در مکتب صدرایی | غلامرضا فیاضی (و حسینعلی شیدان شید)                      | برگزیده سوم بخش بزرگسال    |
| ششم     | فلسفه، کلام، اخلاق، ادیان و عرفان                | هویت علم دینی: نگاهی معرفت شناختی به نسبت دین با علوم انسانی | خسرو باقری نوع پرست                                      | برگزیده سوم بخش بزرگسال    |
| ششم     | فلسفه، کلام، اخلاق، ادیان و عرفان                | حکمت اشراق | سیدیدالله یزدان‌پناه (و مهدی علیپور)                      | برگزیده سوم بخش بزرگسال    |
| ششم     | فلسفه، کلام، اخلاق، ادیان و عرفان                | عصمت امام در تاریخ تفکر امامیه تا پایان قرن ۵ هجری | محمدحسین فاریاب                                          | برگزیده سوم بخش جوان       |
| ششم     | فناوری اطلاعات، اطلاع‌رسانی و کتابداری            | تدوین الگوی شایستگی‌های کانونی و سنجش آن در میان دانشجویان دوره کارشناسی کتابداری و اطلاع‌رسانی دانشگاه‌های تهران، شهید چمران و فردوسی مشهد                                    | احسان گرایی                                              | برگزیده سوم بخش جوان       |
| ششم     | مطالعات انقلاب اسلامی و امام خمینی               | اندیشه سیاسی امام خمینی سیاست به مثابه صراط | ابراهیم برزگر                                            | برگزیده سوم بخش بزرگسال    |
| هفتم    | تاریخ، جغرافیا و باستان‌شناسی                     | تحلیل چگونگی تأثیر هنر فلزکاری اقوام پیشین فلات ایران و سرزمین‌های همجوار و ملل تابعه هخامنشیان بر ظروف فلزی دوران هخامنشی                                                   | ماهیار طاووسی                                            | برگزیده سوم بخش بزرگسال    |
| هفتم    | تاریخ، جغرافیا و باستان‌شناسی                     | جستارهایی در مناسبات شهر و شهرنشینی در دوره سلجوقیان | شهرام یوسفی فر                                           | برگزیده سوم بخش بزرگسال    |
| هفتم    | حقوق                                             | قیاس در استدلال حقوقی | حسین سیمایی صراف                                         | برگزیده دوم بخش بزرگسال    |
| هفتم    | حقوق                                             | اهداف مجازات‌ها در جرایم جنسی (چشم‌اندازی اسلامی) | رحیم نوبهار                                              | برگزیده سوم بخش بزرگسال    |
| هفتم    | حقوق                                             | نقش رویه قضایی بین‌المللی در شناسایی قواعد عرفی | شهرام زرنشان                                             | برگزیده دوم بخش جوان       |
| هفتم    | زبان و ادبیات                                    | دستور زبان فارسی (براساس نظریه گروه‌های خودگردان در دستور وابستگی) | امید طبیب زاده                                           | برگزیده دوم بخش بزرگسال    |
| هفتم    | زبان و ادبیات                                    | فراگیری زبان فارسی (تحلیلی نوین براساس نظریه زبان‌شناسی نوین) | رضامراد صحرایی                                           | برگزیده سوم بخش بزرگسال    |
| هفتم    | زبان و ادبیات                                    | فرهنگ صور خیال خاقانی شروانی | سعید مهدوی فر                                            | برگزیده دوم بخش جوان       |
| هفتم    | علوم اجتماعی و علوم ارتباطات                     | طراحی مدل اجرای سیاستهای فرهنگی مبتنی بر برنامه‌های توسعه کشور | مجید مختاریان پور                                        | برگزیده دوم بخش جوان       |
| هفتم    | علوم اجتماعی و علوم ارتباطات                     | بررسی تطبیقی تاریخی عوامل و موانع تشکیل اجتماع ملی در کشورهای درحال توسعه با تأکید بر ایران                                                                                 | حسین اکبری                                               | برگزیده دوم بخش جوان       |
| هفتم    | علوم اقتصادی، مدیریت و حسابداری                  | رویکردی نوین در بانکداری اسلامی | سیدحسن قوامی                                             | برگزیده سوم بخش بزرگسال    |
| هفتم    | علوم تربیتی، روانشناسی، علوم رفتاری و تربیت بدنی | طراحی مدل ورزش همگانی ایران | مرجان صفاری                                              | برگزیده سوم بخش جوان       |
| هفتم    | علوم سیاسی، روابط بین‌الملل و مطالعات منطقه‌ای     | فقه سیاسی شیعه (سازوکارهای تحول در دوران معاصر | سیدکاظم سیدباقری                                         | برگزیده دوم بخش بزرگسال    |
| هفتم    | علوم سیاسی، روابط بین‌الملل و مطالعات منطقه‌ای     | سیاست خارجی جمهوری اسلامی ایران | سیدجلال دهقانی فیروزآبادی                                | برگزیده دوم بخش بزرگسال    |
| هفتم    | علوم سیاسی، روابط بین‌الملل و مطالعات منطقه‌ای     | نظریه اعتماد سیاسی (با تأکید بر گفتمان اسلامی) | محسن ردادی                                               | شایسته تقدیر بخش جوان      |
| هفتم    | فقه، اصول، علوم قرآنی و حدیث                     | آسیب‌شناسی فهم حدیث | سیدعلی دلبری                                             | برگزیده دوم بخش بزرگسال    |
| هفتم    | فقه، اصول، علوم قرآنی و حدیث                     | پژوهشی جدید درباره آیه تطهیر | عبدالرحمن باقرزاده                                       | برگزیده سوم بخش بزرگسال    |
| هفتم    | فقه، اصول، علوم قرآنی و حدیث                     | نقد و بررسی معیارهای احراز صدور نزد متقدمان متاخران شیعه | حمید باقری                                               | شایسته تقدیر بخش جوان      |
| هفتم    | فقه، اصول، علوم قرآنی و حدیث                     | بررسی و تحلیل نظریه روح معنا در تفسیر آیات متشابه قرآن | حامد شیواپور                                             | شایسته تقدیر بخش جوان      |
| هفتم    | فقه، اصول، علوم قرآنی و حدیث                     | مبانی فهم و تفسیر قران (با تکیه بر آموزه‌های نهج البلاغه) | حامد پور رستمی                                           | شایسته تقدیر بخش جوان      |
| هفتم    | فلسفه، کلام، اخلاق، ادیان و عرفان                | سقط جنین از دیدگاه اخلاقی | علیرضا آل بویه                                           | برگزیده سوم بخش بزرگسال    |
| هفتم    | فناوری اطلاعات، اطلاع‌رسانی و کتابداری            | تحلیل ساختار شبکه‌های اجتماعی هم‌نویسندگان بروندادهای علمی پژوهشگران علم اطلاعات به منظور شناسایی و سنجش روابط، تعاملات و راهبردهای هم‌نویسندگی در این حوزه                    | فرامرز سهیلی                                             | برگزیده سوم بخش بزرگسال    |
| هفتم    | فناوری اطلاعات، اطلاع‌رسانی و کتابداری            | آشنایی با علم‌سنجی | عبدالرضا نوروزی چاکلی                                    | برگزیده سوم بخش بزرگسال    |
| هفتم    | فناوری اطلاعات، اطلاع‌رسانی و کتابداری            | ترسیم و تفسیر ساختار فکری در علوم جمهوری اسلامی ایران(۱۹۹۰-۲۰۰۹) بررسی انتقادی                                                                                              | رسول زوارقی                                              | برگزیده سوم بخش جوان       |
| هفتم    | فناوری اطلاعات، اطلاع‌رسانی و کتابداری            | بررسی میزان بهره‌گیری از استاندارهای ابرداده‌ای در پایگاه نسخه‌های خطی فارسی                                                                                                   | لیلا عربگری                                              | برگزیده سوم بخش جوان       |
| هفتم    | فناوری اطلاعات، اطلاع‌رسانی و کتابداری            | شناسایی و اعتبارسنجی شاخص‌های ارزیابی بهره‌وری پژوهش پژوهشگران و دانشگاه‌های کشور                                                                                              | مینا رضایی                                               | برگزیده سوم بخش جوان       |
| هفتم    | مطالعات انقلاب اسلامی و امام خمینی               | نظریه‌های بازتاب جهانی انقلاب اسلامی ایران | ابراهیم برزگر                                            | برگزیده سوم بخش بزرگسال    |
| هفتم    | مطالعات هنر و زیبایی‌شناسی                        | دانشنامهٔ نمایش ایرانی | یدالله آقا عبّاسی                                         | برگزیده دوم بخش بزرگسال    |
| هفتم    | مطالعات هنر و زیبایی‌شناسی                        | بنیادهای تحریرشناسی در موسیقی دستگاهی ایران | علی کاظمی                                                | برگزیده دوم بخش جوان       |
| هشتم    | تاریخ، جغرافیا و باستان‌شناسی                     | قنات زارچ | علی اصغر سمسار یزدی                                      | برگزیده بخش بزرگسال        |
| هشتم    | تاریخ، جغرافیا و باستان‌شناسی                     | مجایگاه و آراء قطب الدین شیرازی در علم هیئت | امیر محمد گمینی                                          | برگزیده بخش جوان           |
| هشتم    | حقوق                                             | منطق حقوق | محمد مهدی الشریف                                         | برگزیده بخش بزرگسال        |
| هشتم    | حقوق                                             | مبانی و آثار نظام ثبت املاک | نسرین طباطبایی حصاری                                     | برگزیده بخش جوان           |
| هشتم    | زبان و ادبیات                                    | زبان فارسی افغانستان (دری) | علی رواقی (با همکاری سرکار خانم زهرا اصلانی)             | برگزیده بخش بزرگسال        |
| هشتم    | زبان و ادبیات                                    | عشق صوفیانه در آینه استعاره | زهره هاشمی                                               | شایسته تقدیر بخش جوان      |
| هشتم    | علوم اجتماعی و علوم ارتباطات                     | دین در زمانه و زمینه مدرن | علیرضا شجاعی زند                                         | شایسته تقدیر بخش بزرگسال   |
| هشتم    | علوم اجتماعی و علوم ارتباطات                     | تبارشناسی متون منش ملی ایرانیان | آرمین امیر                                               | شایسته تقدیر بخش جوان      |
| هشتم    | علوم اقتصادی، مدیریت و حسابداری                  | الگوی مدیریت اثربخش مسجد | رسول عباسی                                               | برگزیده بخش بزرگسال        |
| هشتم    | علوم سیاسی، روابط بین‌الملل و مطالعات منطقه ای    | سیاست خاطره و جنگ در ایران: از جنگ‌های ایران و روس تا جنگ جهانی دوم | ابوذر فتاحی زاده                                         | برگزیده بخش جوان           |
| هشتم    | علوم سیاسی، روابط بین‌الملل و مطالعات منطقه ای    | مفهوم رنج و تأثیر آن بر عملکرد سیاسی اجتماعی شیعه (اثنی عشری) و یهود | زهرا خشک جان                                             | شایسته تقدیر بخش بزرگسال   |
| هشتم    | فقه، اصول، علوم قرآنی و حدیث                     | گزارش، نقد و بررسی آراء کریستف لوکزامبورگ در کتاب قرائت آرامی-سریانی قرآن                                                                                                   | محمد علی همتی                                            | برگزیده بخش بزرگسال        |
| هشتم    | فلسفه، کلام، اخلاق، ادیان و عرفان                | تبیین معنای ماهیت از نظر ابن سینا در کتاب شفا و مقایسه آن با معنای ماهیت از نظر ملاصدرا در کتاب اسفار                                                                       | فاطمه شهیدی مارنانی                                      | شایسته تقدیر بخش بزرگسال   |
| هشتم    | فلسفه، کلام، اخلاق، ادیان و عرفان                | تحلیل نظریه «موجود» در فلسفه میرداماد | سیدمحمدمنافیان قهفرخی                                    | شایسته تقدیر بخش جوان      |
| هشتم    | فناوری اطلاعات، اطلاع‌رسانی و کتابداری            | تدوین طراحی نظام ملی شناسگر دیجیتال اشیاء اطلاعاتی | حمیدرضا خدمتگذار                                         | برگزیده بخش جوان           |
| هشتم    | مطالعات انقلاب اسلامی و امام خمینی               | آرای اختصاصی امام خمینی در وجودشناسی عرفانی | سیدمرتضی مبلغ                                            | شایسته تقدیر بخش بزرگسال   |
| هشتم    | مطالعات هنر و زیبایی‌شناسی                        | بررسی تنوع حروف در ده نسخه خطی منتخب از کتابخانه مجلس شورای اسلامی (با تأکید بر کاربرد آن در طراحی فارسی )                                                                  | معصومه مصلح امیردهی                                      | شایسته تقدیر بخش جوان      |
| نهم     | تاریخ، جغرافیا و باستان‌شناسی                     | اطلس تاریخ بنادر و دریانوردی ایران | محمدباقر وثوقی و منصور صفت گل                            | برگزیده اول بخش بزرگسال    |
| نهم     | تاریخ، جغرافیا و باستان‌شناسی                     | کیسانیه، جریان‌های فکری و تکاپوهای سیاسی (تأملاتی جدید در باب زوال امویان و برآمدن عباسیان)                                                                                  | روح‌الله بهرامی                                           | برگزیده سوم بخش بزرگسال    |
| نهم     | تاریخ، جغرافیا و باستان‌شناسی                     | بازسازی‌های چندگانه تغذیه، شرایط محیطی و مهاجرت‌های انسانی، براساس آنالیز ایزوتوپ‌های موجود در عناصر اسکلتی، از محوطه‌های باستانی ایران                                         | فهیمه شیخ‌شعاعی                                           | برگزیده سوم بخش جوان       |
| نهم     | حقوق                                             | حقوق میراث فرهنگی بین‌المللی | ژانت الیزابت بلیک                                        | برگزیده اول بخش بزرگسال    |
| نهم     | حقوق                                             | ماهیت حقوقی اوراق بهادار | نفیسه شوشی‌نسب                                            | برگزیده سوم بخش جوان       |
| نهم     | زبان و ادبیات                                    | دانشنامه زبان و ادب فارسی | اسماعیل سعادت                                            | برگزیده سوم بخش بزرگسال    |
| نهم     | زبان و ادبیات                                    | بررسی ساختار اسطوره‌ای حماسه‌های پهلوانان خاندان سام | لیلا حق‌پرست                                              | برگزیده اول بخش جوان       |
| نهم     | زبان و ادبیات                                    | رساله‌الغفران دراسه رؤی أبی العلاء النقدیه فیه و مصادر الکتاب | سمیه سادات طباطبایی                                      | برگزیده سوم بخش جوان       |
| نهم     | علوم اجتماعی و علوم ارتباطات                     | پیمایش علم و جامعه | سیدمحمد امین قانعی‌راد                                    | برگزیده سوم بخش بزرگسال    |
| نهم     | علوم اجتماعی و علوم ارتباطات                     | مطالعه تطبیقی تاریخی زمینه و ریشه‌های اجتماعی شکاف دولت-ملت با تأکید بر ایران(۱۳۵۷-۱۳۰۴)                                                                                     | مهدی مالمیر                                              | برگزیده سوم بخش بزرگسال    |
| نهم     | علوم اجتماعی و علوم ارتباطات                     | خداباوری و خداناباوری در عصر پساسکولار | سیدمرتضی هاشمی مدنی                                      | برگزیده اول بخش جوان       |
| نهم     | علوم اجتماعی و علوم ارتباطات                     | سالمندی موفق در ایران: مفهوم پردازی، ساحت و رواسازی ابزا | نسیبه زنجری                                              | برگزیده دوم بخش جوان       |
| نهم     | علوم اقتصادی، مدیریت و حسابداری                  | نهضت‌های مدیریتی در بخش دولتی؛ گذشته، حال و آینده | حسن دانائی فرد                                           | برگزیده سوم بخش بزرگسال    |
| نهم     | علوم اقتصادی، مدیریت و حسابداری                  | تئوری مالی سطح قیمت‌ها، تعادل انتظارات عقلایی و نااطمینانی سیاست پولی | مهدی صارم                                                | برگزیده اول بخش جوان       |
| نهم     | علوم اقتصادی، مدیریت و حسابداری                  | تدوین الگوی رفتاری در حکمرانی مطلوب از دیدگاه امام علی(ع) بر اساس متن نهج البلاغه                                                                                           | صدیقه سادات هاشمی                                        | برگزیده دوم بخش جوان       |
| نهم     | علوم تربیتی، روان‌شناسی، علوم رفتاری و تربیت بدنی | مفهوم سازی خِرد بر مبنای مطالعه ساختار عاملی: مطالعه کیفی و کمی نظریه‌های خرد                                                                                                 | فرشته چراغی                                              | برگزیده سوم بخش بزرگسال    |
| نهم     |                                                  | تاریخ اندیشه سیاسی جدید در اروپا (جلد نخست: از نوزایش تا انقلاب فرانسه ۱۷۸۹-۱۵۰۰؛ دفتر سوم: نظام‌های نوآئین در اندیشه سیاسی)                                                 | سیدجواد طباطبایی                                         | برگزیده اول بخش بزرگسال    |
| نهم     |                                                  | جابه‌جایی دو انقلاب؛ چرخش‌های امردینی در جامعه ایرانی | مهدی نجف‌زاده                                             | برگزیده سوم بخش بزرگسال    |
| نهم     | علوم سیاسی، روابط بین‌الملل و مطالعات منطقه ای    | مبانی سیاست عمومی در ایران: عقل یا افسون (درباره ناکامی سیاست رفاه اجتماعی در ایران ۱۳۹۲-۱۳۸۴)                                                                              | بهزاد عطارزاده                                           | برگزیده دوم بخش جوان       |
| نهم     | فقه، اصول، علوم قرآنی و حدیث                     | رهیافتی انتقادی در به‌کارگیری تاریخ در تفاسیر قرآنی معاص | حسین شجاعی واجنانی                                       | برگزیده سوم بخش جوان       |
| نهم     | فلسفه، کلام، اخلاق، ادیان و عرفان                | ضرورت، دلالت و جهان‌های ممکن | محمد سعیدی‌مهر                                            | برگزیده سوم بخش بزرگسال    |
| نهم     | فلسفه، کلام، اخلاق، ادیان و عرفان                | تمامیت نظریه قیاس استثنائی در منطق قدیم | امین شاه‌وردی                                             | برگزیده سوم بخش جوان       |
| نهم     | فناوری اطلاعات، اطلاع‌رسانی و کتابداری            | کتابشناسی جامع خواجه نصیرالدین طوسی | سیدحجت‌الحق حسینی                                         | برگزیده سوم بخش بزرگسال    |
| نهم     | فناوری اطلاعات، اطلاع‌رسانی و کتابداری            | تحلیل عوامل مؤثر بر فرایند تغییر برنامه‌ریزی شده در مرکز اطلاع‌رسانی و کتابخانه مرکزی دانشگاه فردوسی مشهد براساس نظریه میدانی لوین، چسبندگی دانش و آموخته‌زدایی                | سمیه سادات آخشیک                                         | برگزیده سوم بخش جوان       |
| نهم     | مطالعات انقلاب اسلامی و امام خمینی               | کارآمدی روش اجتهادی امام خمینی | غلامحسین مقیمی                                           | برگزیده سوم بخش بزرگسال    |
| نهم     | مطالعات انقلاب اسلامی و امام خمینی               | بررسی جامعه‌شناسی تطورات فقه حکومتی شیعه از مشروطه تا انقلاب اسلامی | علیرضا استادیان‌خانی                                      | برگزیده سوم بخش جوان       |
| نهم     | مطالعات هنر و زیبایی‌شناسی                        | مطالعه تطبیقی نقوش و تزئینات اسطرلاب‌های ایران و هند در قرن ۱۰ تا ۱۲ هجری قمری                                                                                               | سمانه بغلانی                                             | برگزیده دوم بخش جوان       |
| دهم     | اخلاق، ادیان و عرفان                             | تناسخ درمتون مقدس هندویی (اوپنیشدهاو بهگودگیتا) ومتون کلامی شیعه | حسن قادری                                                | شایسته تقدیربخش جوان       |
| دهم     | تاریخ، جغرافیا و باستان‌شناسی                     | کاریزدر ایران و شیوه‌های سنتی بهره‌گیری ازآن | جواد صفی‌نژاد                                             | برگزیده اول بخش بزرگسال    |
| دهم     | تاریخ، جغرافیا و باستان‌شناسی                     | تاریخ بیکاری در ایران معاصر ۱۳۵۶-۱۳۴۰ | محمدجواد عبداللهی                                        | شایسته تقدیربخش جوان       |
| دهم     | حقوق                                             | سیر عقل در منظومه حقوق بین‌الملل | هدایت‌الله فلسفی                                          | برگزیده اول بخش بزرگسال    |
| دهم     | زبان، ادبیات و زبان‌شناسی                         | صرف در نحو؛ از کمینه‌گرایی تا صرف توزیعی | مزدک انوشه                                               | برگزیده دوم بخش بزرگسال    |
| دهم     | علوم اجتماعی و علوم ارتباطات                     | ایرانی‌ترین غیرایرانی‌ها: خلقیات ایرانیان از منظر بیگانه‌های آشنا | محمدرضا جوادی‌یگانه                                       | شایسته تقدیربخش بزرگسال    |
| دهم     | علوم اجتماعی و علوم ارتباطات                     | هویت دخترانه و تلفن همراه هوشمند؛ کاربرد تلفن همراه هوشمند در برساخت روایی هویت                                                                                             | زهرا(حلیه) صبورنژاد                                      | برگزیده سوم بخش جوان       |
| دهم     | علوم اقتصادی، مدیریت و علوم مالی                 | مقدمه‌ای بر اقتصاد ایران | عباس شاکری حسین‌آباد                                      | برگزیده اول بخش بزرگسال    |
| دهم     | علوم سیاسی، روابط بین‌الملل و مطالعات منطقه‌ای     | امنیت در منطقه خلیج فارس | فاطمه شایان                                              | برگزیده سوم بخش بزرگسال    |
| دهم     | علوم قرآنی، تفسیر و حدیث                         | نخستین اندیشه‌های حدیثی شیعه: رویکردها، گفتمان‌ها، انگاره‌ها و جریان‌ها | سید محمدهادی گرامی                                       | برگزیده دوم بخش بزرگسال    |
| دهم     | علوم قرآنی، تفسیر و حدیث                         | الگوهای گفتمانی تصرف در حدیث نزد قُصاص | یحیی میرحسینی                                            | شایسته تقدیربخش جوان       |
| دهم     | فلسفه، منطق و کلام                               | منطق تطبیقی | اسدالله فلاحی                                            | برگزیده اول بخش بزرگسال    |
| دهم     | فلسفه، منطق و کلام                               | مبنای متافیزیکی وحدت حکم براساس محاوره سوفیست افلاطون | محمدمهدی فاتحی                                           | برگزیده اول بخش جوان       |
| دهم     | فناوری اطلاعات، اطلاع‌رسانی و کتابداری            | طراحی مدل توسعه اخلاق اطلاعات میان دانشجویان ایران | مهدی شقاقی                                               | شایسته تقدیربخش بزرگسال    |
| دهم     | مطالعات هنر و زیبایی‌شناسی                        | روش‌شناسی فهم و تبیین مراجع طراحی معمارانِ سنتی معاصرِ ایران | هادی صفایی‌پور                                            | برگزیده سوم بخش بزرگسال    |
| دهم     | مطالعات هنر و زیبایی‌شناسی                        | متن‌پژوهی شاهنامه با استفاده از نگاره‌ها (قابلیت‌های نگارگری به‌منزله منبعی در متن‌پژوهی)                                                                                        | فاطمه ماه‌وان                                             | برگزیده سوم بخش جوان       |
| یازدهم  | اخلاق، ادیان و عرفان                             | شکاف میان معرفت اخلاقی و عمل اخلاقی نزد قاضی عبدالجبار و ابوحامد غزالی | حسین خندق آبادی                                          | شایسته تقدیربخش بزرگسال    |
| یازدهم  | اخلاق، ادیان و عرفان                             | اصول اخلاقی کاربری تکنولوژی مدرن: الگویی تلفیقی براساس مکاتب وظیفه گرا، پیامدگرا و فضیلت گرا                                                                                | سیدمرتضی طباطبائی                                        | شایسته تقدیربخش جوان       |
| یازدهم  | تاریخ، جغرافیا و باستان‌شناسی                     | بررسی دفاتر مالی عصر صفوی (مطالعه موردی دفاتر توجیهات آستان قدس رضوی) | الهه محبوب فریمانی                                       | برگزیده دوم بخش بزرگسال    |
| یازدهم  | تاریخ، جغرافیا و باستان‌شناسی                     | بررسی و تحلیل مجموعه معماری دستکند ارزانفود – همدان | اسماعیل همتی ازندریانی                                   | برگزیده اول بخش جوان       |
| یازدهم  | حقوق                                             | مقابله با تروریسم در پرتو دکترین امنیت انسانی | فاطمه فتح پور                                            | رتبه: برگزیده سوم بخش جوان |
| یازدهم  | زبان، ادبیات و زبان‌شناسی                         | ساخت نوایی زبان فارسی – تکیه واژگانی و آهنگ | وحید صادقی                                               | برگزیده دوم بخش بزرگسال    |
| یازدهم  | زبان، ادبیات و زبان‌شناسی                         | بوطیقای غزل نو: جریان‌شناسی و تحلیل مولفه‌های آن | قدرت اله ضرونی                                           | شایسته تقدیر بخش جوان      |
| یازدهم  | علوم اجتماعی و علوم ارتباطات                     | موردپژوهی نابرابری فضایی و مناسبات اجتماعی مرتبط با آن در شهر تهران از ۱۲۵۰ تا ۱۳۵۷)                                                                                        | میثم اهرابیان صدر                                        | شایسته تقدیربخش بزرگسال    |
| یازدهم  | علوم تربیتی، روان‌شناسی و علوم ورزشی              | اصول روان‌درمانگری و مشاوره با رویکرد اسلامی | مسعود جان بزرگی، سیدمحمد غروی                            | شایسته تقدیربخش بزرگسال    |
| یازدهم  | علوم سیاسی، روابط بین‌الملل و مطالعات منطقه‌ای     | فراسوی رنج و رویا؛ روایتی دلالتی – پارادایمی از تفکر سیاسی | عباس منوچهری باغبادرانی                                  | برگزیده سوم بخش بزرگسال    |
| یازدهم  | علوم سیاسی، روابط بین‌الملل و مطالعات منطقه‌ای     | دیالکتیک مفهوم و واقعیت؛ مسئله مهاجرت و تحول مفهوم آن در اتحادیه اروپایی ۲۰۰۸-۲۰۱۶                                                                                          | علی اسمعیلی اردکانی                                      | شایسته تقدیر بخش جوان      |
| یازدهم  | علوم قرآنی، تفسیر و حدیث                         | بررسی زمینه‌های تاریخی اعتقاد به تحریف تورات و انجیل در میان مسلمانان نخستین                                                                                                 | سیدمحمدعلی طباطبائی                                      | برگزیده دوم بخش بزرگسال    |
| یازدهم  | علوم قرآنی، تفسیر و حدیث                         | نظریه نزول پیوسته آیات در سوره‌های قرآن کریم | زهرا کلباسی اشتری                                        | شایسته تقدیربخش جوان       |
| یازدهم  | فلسفه، منطق و کلام                               | دانایی عملی در اندیشه ارسطویی (پیش‌درآمدی بر فلسفه ی عملی بر بنیاد فرونسیس ارسطویی)                                                                                          | سیدجمال الدین میرشرف الدین                               | برگزیده دوم بخش بزرگسال    |
| یازدهم  | فلسفه، منطق و کلام                               | ضرورت و امکان تبیین امر مطلق در فلسفه هگل | مصطفی زالی                                               | برگزیده دوم بخش جوان       |
| یازدهم  | فناوری اطلاعات، اطلاع‌رسانی و کتابداری            | نسخه نامه: کانون‌های استنساخ، عناصر نسخه‌شناسی، رویه‌های فهرست نویسی، شناخت جعل و اصالت نسخه‌ها                                                                                 | حبیب‌الله عظیمی                                           | شایسته تقدیربخش بزرگسال    |
| یازدهم  | مطالعات هنر و زیبایی‌شناسی                        | خاستگاه و آداب معنوی صنایع و هنر در فتوت نامه‌های ایرانی اسلامی | سیده مریم ایزدی دهکردی                                   | شایسته تقدیربخش بزرگسال    |
| دوازدهم | اخلاق، ادیان و عرفان                             | Paul's Letters and the Construction of the European Self | فاطمه توفیقی                                             | شایسته تقدیربخش بزرگسال    |
| دوازدهم | اخلاق، ادیان و عرفان                             | تحلیل ماهیت واردات قلبی از دیدگاه روزبهان بقلی و ابن عربی | سمیه خادمی                                               | شایسته تقدیربخش جوان       |
| دوازدهم | تاریخ، جغرافیا و باستان شناسی                    | شکل‌گیری، اندیشه، ساخت و کارکرد شهریاری ساسانی در سدۀ سوم میلادی | علی اکبر مسگر                                            | برگزیده دوم بخش بزرگسال    |
| دوازدهم | حقوق                                             | مقدمات مشروطه خواهی (آشنایی ایرانیان با مفاهیم حقوقی در عصر قاجار) | فردین مرادخانی                                           | شایسته تقدیربخش بزرگسال    |
| دوازدهم | حقوق                                             | زمینه فرهنگی قانون‌گرایی با تأکید بر مورد ایران | سیدشهاب الدین موسوی‌زاده مرکیه                            | شایسته تقدیربخش جوان       |
| دوازدهم | زبان، ادبیات و زبان‌شناسی                         | نحو زبان فارسی - نگاهی نقشی رده‌شناختی | محمد راسخ مهند                                           | شایسته تقدیر بخش بزرگسال   |
| دوازدهم | زبان، ادبیات و زبان‌شناسی                         | فرهنگنامۀ تحلیلی پشتوانۀ فرهنگی دیوان خاقانی | سعید مهدوی‌فر                                             | شایسته تقدیربخش جوان       |
| دوازدهم | علوم اجتماعی و علوم ارتباطات                     | میدان سیاست‌گذاری اجتماعی در ایران؛ تحلیل مناسبات قدرت در فرآیند سیاست‌گذاری اجتماعی ایران                                                                                    | یاسر باقری                                               | شایسته تقدیر بخش بزرگسال   |
| دوازدهم | علوم اجتماعی و علوم ارتباطات                     | مادری: تلاقی جنسیت و دیگر نظامهای اجتماعی- خودمردم نگاری برساخت اجتماعی مادری در شهر تهران                                                                                  | شیوا علینقیان                                            | شایسته تقدیربخش جوان       |
| دوازدهم | علوم اقتصادی، مدیریت و علوم مالی                 | بررسی تقدم نهادها در گذار به اقتصاد دانش‌بنیان در ایران | محمدامیر ریزوندی                                         | شایسته تقدیر بخش بزرگسال   |
| دوازدهم | علوم سیاسی، روابط بین‌الملل و مطالعات منطقه‌ای     | تحلیل پدیده افراط‌گرایی مذهبی در خاورمیانه با تاکید بر مفهوم نوعصبیت (مطالعه موردی: گروه سلفی- تکفیری داعش)                                                                  | احمد مهربان دافساری                                      | شایسته تقدیر بخش بزرگسال   |
| دوازدهم | علوم سیاسی، روابط بین‌الملل و مطالعات منطقه‌ای     | استثناگرایی و سیاست خارجی ایران | علی نظیف‌پور                                              | شایسته تقدیر بخش جوان      |
| دوازدهم | علوم قرآنی، تفسیر و حدیث                         | کاربردشناسی جمله‌های مشابه در قرآن کریم | مهدی حبیب‌اللهی                                           | شایسته تقدیر بخش بزرگسال   |
| دوازدهم | علوم قرآنی، تفسیر و حدیث                         | رویکرد منبع‌گرایانه به روایات اهل بیت (ع) در معناشناسی قرآن (مبانی، رهیافت‌ها و نمونه‌ها)                                                                                      | حامد دهقانی فیروزآبادی                                   | برگزیده سوم بخش جوان       |
| دوازدهم | فلسفه، منطق و کلام                               | معناداری صفات ذاتی خداوند در پرتو ترادف مفهومی (با تأکید بر آراء ابن سینا و شیخ احمد احسائی)                                                                                | محمود هدایت‌افزا                                          | شایسته تقدیر بخش بزرگسال   |
| دوازدهم | فلسفه، منطق و کلام                               | حقیقت نزد افلاطون از منظر هایدگر و گادامر | سیدمسعود حسینی توشمانلویی                                | برگزیده دوم بخش جوان       |
| دوازدهم | فناوری اطلاعات، اطلاع‌رسانی و کتابداری            | طراحی و تبیین مدل اثربخشی بازاریابی محتوایی در صنعت نشر ایران | زهرا ناصری                                               | شایسته تقدیربخش بزرگسال    |
| دوازدهم | مطالعات هنر و زیبایی‌شناسی                        | پژوهشی در سیر تاریخی و تطور مفهوم اصول در سنت خوشنویسی و متون فارسی مربوط به آن                                                                                             | محمد فدایی                                               | شایسته تقدیربخش بزرگسال    |
| دوازدهم | مطالعات هنر و زیبایی‌شناسی                        | مسجد جامع ورامین، بازشناسی روند شکل گیری و سیر تحول | حسین نخعی                                                | برگزیده دوم بخش جوان       |